# Отчий берег
«Отчий берег» — российский сериал, драматическая семейная сага, снятая Миленой Фадеевой и впервые показанная «Первым каналом» осенью 2017 года.

## Сюжет
Драматическая сага, действие которой разворачивается на Урале в довоенные[когда?], военные[когда?] и послевоенные[когда?] годы.
Жизнь семьи Морозовых, двух братьев и двух сестер: Алексея, Степана, Алены и Варвары, между которыми складываются непростые взаимоотношения. Их пропустит через мясорубку Великая Отечественная война.
Морозовым предстоит узнать, что такое настоящая, сметающая все преграды любовь, что такое безутешное горе и что такое долгожданное счастье.

## В ролях
- Юра Борисов — Степан Морозов
- Арина Жаркова — Варвара Морозова
- Максим Керин — Алексей Морозов
- Алина Ланина — Алёна Морозова
- Алексей Кравченко — Макар Морозов
- Светлана Колпакова — Дарья Морозова
- Мария Смольникова — Лиля
- Виталий Хаев — Павел Аркадьевич Бабахин
- Виктория Толстоганова — Людмила Кацер
- Мария Кузнецова — баба Дуня, мать Дарьи
- Сергей Сосновский — дед Лукьян, отец Дарьи
- Сергей Перегудов — Игнат Акимов
- Владислав Ветров — художник Яков Дмитриевич Дубасов
- Алексей Фатеев — Михаил Трофимов
- Юрий Нифонтов — профессор Арбузов
- Евгений Токарев — Маковский
- Анатолий Гущин — Шарифуллин
- Ольга Лапшина — Матрёна
- Карэн Бадалов — фотограф Яша
- Ася Громова — Леська
- Ева Шевченко-Головко — Варя в детстве
- Марта Кесслер — Алёна
- Антонина Паперная — Катерина Кузнецова
- Валерия Шкирандо — Суслова
- Сергей Жарков — Моня
- Александр Клюквин — Иннокентий Михайлович
- Ирина Чипиженко — баба Тася
- Борис Каморзин — начальник колонии Щербак
- Евгений Данчевский — отец Николай
- Дмитрий Павленко — Левицкий
- Мария Староторжская — Алабина
- Алексей Ручков — Некрасов
- Леонид Громов — председатель колхоза Григорий Грушин
- Егор Губарев — Тимка
- Александр Зельский — Уткин
- Александр Лырчиков — Михаил Сивцев, младший следователь уголовного розыска
- Елена Антипова — Тамара
- Артём Мельничук — Филимонов
- Валерий Громовиков — режиссер Григорий Николаевич
- Маргарита Шляхтыч — Наденька, жена Михаила Трофимова
- Станислав Сабиров — Колюня
- Алёна Зотова — Зоя
- Ульяна Куликова — Наденька
- Степан Середа — Степан в детстве
- Георгий Пушкарев — Харитонушка
- Альбрехт Цандер — Иво

## Съёмочная группа
- Режиссёр — Милена Фадеева
- Сценарист — Милена Фадеева
- Продюсеры — Владислав Ряшин, Андрей Анохин, Эдуард Алиев, Сергей Титинков, Милена Фадеева и Таня Стацман (креативные продюсеры), Артём Ионин (линейный продюсер)
- Оператор — Радик Аскаров
- Композитор — Иван Урюпин
- Художник — Сергей Коковкин и Сергей Голубев (постановщики), Алексей Камышов (по костюмам)

## Награды
В 2018 году сериал «Отчий берег» получил специальный приз жюри Международного фестиваля детективных фильмов DetectiveFEST в Москве в номинации «Тематические телевизионные сериалы».